# لی بین
لی بین (انگلیسی: Li Bin؛ زادهٔ ۲۴ اکتبر ۱۹۸۳) بازیکن واترپلو اهل چین بود.
وی در مسابقات کشوری و بین‌المللی در مجموع برندهٔ ۱ مدال طلا شده‌است.